# П'єтро Гроссо
П'єтро Гроссо (італ. Pietro Grosso; 22 грудня 1923, Ронкаде — 3 жовтня 1957, Ронкаде) — італійський футболіст, що грав на позиції захисника, півзахисника.

## Клубна кар'єра
Народився 22 грудня 1923 року в місті Ронкаде. Вихованець юнацьких команд футбольних клубів «Ронкаде» і «Тревізо».
У дорослому футболі дебютував 1941 року виступами за команду «Тревізо», за яку провів 63 матчі чемпіонату. 
Згодом з 1946 по 1951 рік грав за «Віченцу» і «Трієстину».
Сезон 1951/52 провів у «Мілані», після чого два роки захищав кольори «Роми».
1954 року уклав контракт з клубом «Торіно», у складі якого провів наступні три роки своєї кар'єри як один із гравців основного складу.
1957 року 33-річний гравець приєднався до друголігової «Брешії», за яку встиг провести лише дві гри до того як наприкінці вересня, перебуваючи за кермом автомобіля, став учасником дорожньо-транспортної пригоди, в якій зазнав важких ушкоджень. Був доправлений до лікарні, де впав у кому і за декілька днів, 3 жовтня, помер від легеневих ускладнень.

## Виступи за збірні
1951 року дебютував в офіційних матчах у складі національної збірної Італії у грі на Кубок Центральної Європи 1948—1953 проти швейцарців. Загалом за три роки провів у її формі три матчі.
| Дата       | Місто    | Господарі | Результат | Гості    | Турнір                             | Голи | Примітки |
| ---------- | -------- | --------- | --------- | -------- | ---------------------------------- | ---- | -------- |
| 25-11-1951 | Лугано   | Швейцарія | 1 – 1     | Італія   | Кубок Центральної Європи 1948—1953 | -    |          |
| 24-2-1952  | Брюссель | Бельгія   | 2 – 0     | Італія   | товариський матч                   | -    |          |
| 17-5-1953  | Рим      | Італія    | 0 – 3     | Угорщина | Кубок Центральної Європи 1948—1953 | -    |          |
| Усього     |          | Матчів    | 3         |          | Голів                              | 0    |          |